# Mladen Bjažić
Mladen Bjažić (Zlarin, 26. siječnja 1924. − 24. siječnja 2017.,) hrvatski pjesnik, književnik, novinar i dugogodišnji urednik dječjih programa Radija i televizije Zagreb 1970-ih, zaslužnik hrvatskog stripa, njegovatelj čakavskog narječja sa Zlarina

## Životopis
Rodio se je u Zlarinu. U Zagrebu je završio Učiteljsku školu i Filozofski fakultet. Zaposlio se je kao novinar. Uređivao je i dječje listove i časopise. Poslije Drugog svjetskog rata strip je bio uklonjen s novinskih stranica. Bjažić je vratio tu umjetnost nazad na mjesto. Dok je bio urednik dječjih listova Pionirska zastava i Pionir, vratio je strip na stranice tih listova. Time je uveo strip u tadašnje socijalističko društvo i potom obnovio produkciju hrvatskog stripa. Tako je vratio u strip Andriju Maurovića i braću Neugebauer, svjetski slavne hrvatske stripaše ali i otvorio mogućnosti napredka novom naraštaju hrvatskih stripaša (Delaču, Dovnikoviću, Goldschmiedtu, Parmakoviću, Bekeru...). Pored toga, pokrenuo i i inicirao prve poslijeratne zasebne strip-sveske. Uređivao je strip-zabavnike. Prvi je uređivao Vjesnikov strip-zabavnik Petko (1952.). Jeseni dvije godine poslije pokrenuo je legendarni Plavi vjesnik. Poslije je uređivao program za djecu i mladež na Televiziji Zagreb. Pisao je pjesme, prozne uradke i kazališne tekstove za djecu, književne eseje, novinske putopise i reportaže, televizijske adaptacije i scenarije.
Njegovatelj zlarinske čakavštine. Od 2003. održavao je radionicu "Neka zvoni ča", kojom se brinuo da nove, i one stare, generacije upoznaju pravi zlarinski govor, te da se ne zaborave stare zlarinske riječi iz svakodnevnog govora, a koje su vremenom nestale iz razgovora.

## Nagrade i priznanja
Dobio je brojne prestižne nagrade. Ističe se Nagrada Andrija Maurović za životno djelo, za izniman doprinos hrvatskom stripu.

## Djela

### SF Romani
- Osvajač 2 se ne javlja, koator Zvonimir Furtinger - roman, 1959.
- Zagonetni stroj profesora Kružića, koator Zvonimir Furtinger - roman, 1960.
- Varamunga - tajanstveni grad, koatorZvonimir Furtinger - roman, 1960.
- Svemirska nevjesta, koator Zvonimir Furtinger - roman, 1960.
- Mrtvi se vraćaju, koator Zvonimir Furtinger - roman, 1965.
- Ništa bez Božene, koator Zvonimir Furtinger (drugo izdanje stroja prof. Kružića) - roman, 1973.

### Pjesme i proza
- 1952. Sjenica. Ilustrirao Slavko Marić. Zagreb: Mladost.
- 1952. Pjesmice seki i braci. Ilustrirala Ema Bursać. Zagreb: Seljačka sloga.
- 1956. Dok more bjesni. Ilustrirao Ljubo Ivančić. Zagreb: IBI.
- 1966. Ratni dnevnik kurira Miše. Ilustrirao Zvonko Poldrugač. Zagreb: Epoha.
- 1977. Pjegica. Split: Čakavski sabor.
- 1979. Od admirala do ždrala: abeceda životinja. Ilustrirao Rudolf Sablić. Zagreb: Školska knjiga.
- 1983. Pioniri ratnici. Ilustrirala Nina Kallay. Zagreb: Savez društava „Naša djeca“.
- 1987. Patrolni čamac. Karlovac: Osvit, časopis za književnost, umjetnost i kulturu.
- 1990. Tata nema vremena. Ilustrirao Ante Schramadei. Zagreb: Školska knjiga.
- 1993. Opasno po život. Ilustrirao Goce Vaskov. Zagreb: Alfa.
- 1998. Ispo’ leroja. Šibenik: Gradska knjižnica „Juraj Šišgorić“.
- 2004. Zlarinski čaiku. Zagreb: Društvo hrvatskih književnika.
- 2007. Nevere i bonace. Šibenik: Gradska knjižnica „Juraj Šišgorić“.
- 2009. Sedamnaest malih i jedna velika priča. Ilustrirao Branko Lovrić Caparin. Šibenik: Gradska knjižnica „Juraj Šišgorić“.
- 2010. Četvorka: pjesme za djecu i ostale. Ilustrirao Branko Lovrić Caparin. Šibenik: Gradska knjižnica „Juraj Šišgorić“.
- 2011. Ma da ne bi: romancin. Šibenik: Gradska knjižnica „Juraj Šišgorić“.
- 2013. Nosi me more. Šibenik: Gradska knjižnica „Juraj Šišgorić“.

## Vanjske poveznice
- Mladen Bjažić - nepatvoreno bogatstvo djetinjstva